# Kõue
Kõue (früher Kõu, dt. Kau) ist eine ehemalige Landgemeinde (Kõue vald) im estnischen Kreis Harju mit einer Fläche von 295,5 km². Seit 2013 gehört das Gebiet zur Landgemeinde Kose. Am 1. Januar 2010 zählte Kõue 1589 Einwohner.
Neben dem Hauptort Ardu gehörten zur Gemeinde die Dörfer Äksi, Aela, Alansi, Habaja, Harmi, Kadja, Kantküla, Katsina, Kirivalla, Kiruvere, Kukepala, Kõrvenurga, Kõue, Laane, Leistu, Lutsu, Lööra, Marguse, Nutu, Nõmmeri, Ojasoo, Pala, Paunaste, Paunküla, Puusepa, Rava, Riidamäe, Rõõsa, Saarnakõrve, Sae, Sääsküla, Silmsi, Triigi, Uueveski, Vahetüki, Vanamõisa und Virla.
Im Gutshaus von Triigi (erstmals erwähnt 1379) verbrachte der Entdecker und Weltumsegler Otto von Kotzebue seine letzten Lebensjahre. Weiterhin sehenswert sind die Gutshäuser von Kõue und Paunküla mit seinem 5,45 Hektar großen Park (heute Altersheim).